# Emiratul de Bari

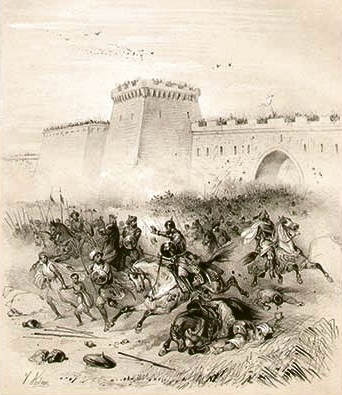
Cucerirea oraşului Bari de către împăratul Ludovic al II-lea în 871

Emiratul de Bari a constituit un stat de scurtă durată, întemeiată de către sarazini centrat în jurul orașului Bari din sudul Italiei, între anii 847 și 871. 
Orașul Bari a devenit prima dată țintă a raidurilor arabilor sau berberilor la sfârșitul anului 840 sau începutul lui 841, când a fost ocupat pentru scurtă vreme. Potrivit cronicarului arab Al-Baladhuri, Bari a fost cucerit de la Imperiul Bizantin de către Kalfün. Episodul cuceririi a fost privit de către contemporanii musulmani ca lipsit de importanță, el avându-l în centru pe un personaj lipsit de sprijinul oricărui stat musulman. Cu toate acestea, succesorul lui Kalfün, Mufarrag ibn Sallam a trimis solicitări către califul abbasid, al-Mutawakkil din Bagdad și guvernatorul acestuia din Egipt, pentru a i se recunoaște cucerirea și pentru a primi titlul de wali (un fel de prefect care guverna asupra unei provincii a Califatului. În timpul domniei sale, Mufarrag a extins influența musulmană în regiunea și a lărgit teritoriul emiratului.
Al treilea și totodată ultimul emir de Bari a fost Sawdan, care a preluat puterea în jurul anului 857, după asasinarea predecesorului său Mufarrag. Sawdan a invadat teritoriile Principatul longobard de Benevento, forțându-l pe principele Adelchis să plătească tribut. În 864, el a reușit să obțină în cele din urmă învestitura oficială solicitată anterior de Mufarrag. La jumătatea anilor '60, un călugăr franc numit Bernard și doi însoțitori ai săi, aflați în pelerinaj spre Ierusalim, s-au oprit în Bari. Ei au izbutit să obțină din partea lui Sawdan scrisori de liberă trecere pentru întreg drumul prin Egipt și Țara Sfântă. Potrivit Itinerarium Bernardi, Bari, numit civitatem Sarracenorum, aparținuse anterior "beneventinilor".
Cronica ebraică Ahimaaz menționează că ultimul emir de Bari, a condus orașul cu înțelepciune și că a s-a aflat în buni termeni cu savantul evreu Abu Aaron. Pe de altă parte, cronicile monastice creștine îl descriu pe Sawdan ca fiind nequissimus ac sceleratissimus: "cel mai imposibil și mai pervers". Desigur, raidurile musulmane asupra creștinilor și evreilor nu s-au încheiat pe durata domniei lui Sawdan, însă există dovezi asupra înaltei civilizații de care Bari s-a bucurat în acea perioadă. Giosuè Musca sugerează că emiratul a constituit un teren propice pentru dezvoltarea economică a regiunii și că în acei ani comerțul cu sclavi, cu vin sau cu produse din ceramică a înflorit. Sub Sawdan, orașul Bari a fost împodobit cu o mischee, palate și lucrări publice.
În 859, ducele Lambert I de Spoleto și-a unit forțele cu cele ale lui Gerard, conte de Marsi, cu Maielpoto, gastald de Telese, și cu Wandelbert, gastald de Boiano, pentru a-l împiedica pe Sawdan să revină în Bari după o campanie a sa împotriva Capua și Terra di Lavoro. În ciuda unei bătălii sângeroase, emirul a reușit să revină cu succes în capitala sa.
Emiratul de Bari a durat destul timp pentru a intra în relații cu vecinii săi creștini. Potrivit Chronicon Salernitanum, ambasadori (legati) erau trimiși la Salerno unde erau găzduiți în palatul episcopal de acolo, spre marea consternare a episcopului salernitan. Bari a mai servit și ca refugiu pentru cel puțin unul dintre rivalii politici ai împăratului Ludovic al II-lea, un personaj din Ducatul de Spoleto care a fugit la Bari în timpul unei răscoale. În 865, Ludovic al II-lea, probabil la presiunea Bisericii, mereu în alertă față de existența unui stat musulman în mijlocul Italiei, a emis o capitulație adresând un apel de adunare a soldaților creștini la Lucera în primăvara lui 866, pentru a ataca Bari. Din sursele contemporane nu se poate afla dacă aceastp forță a întreprins vreodată un marș asupra Bari, însă în vara aceluiași an împăratul a străbătut Campania împreună cu împărăteasa Engelberga și a primit îndemnuri de atac asupra Bari din partea principilor longobarzi Adelchis de Benevento, Guaifer de Salerno și Landulf al II-lea de Capua.
Abia în primăvara anului 867 Ludovic a pornit la acțiune împotriva emiratului de Bari. El a trecut imediat la asedierea localităților Matera și Oria, recent cucerite de către sarazini, și a incendiat-o pe prima dintre ele . Oria a fost o așezare prosperă anterior cuceririi musulmane; Barbara Kreutz consideră că astfel se explică de ce Matera i-a rezistat lui Ludovic, pe când Oria l-a întâmpinat cu bunăvoință. Acest atac a produs deteriorarea comuncării dintre Bari și Taranto, celălalt pol al puterii musulmane din sudul Italiei. Împăratul Ludovic a instituit o garnizoană la Canosa, la frontiera dintre Benevento și Bari, însă s-a retras la Benevento până în martie 868. Probabil că aceasta ar fi perioada în care Ludovic al II-lea a intrat în negocieri cu noul împărat bizantin, Vasile I Macedoneanul. S-ar fi discutat cu această ocazie chestiunea căsătoriei dintre fiica lui Ludovic și Symbatios Constantin, fiul mai mare al lui Vasile I, împăratul de la Constantinopol promițând în schimb sprijinul pentru occidentali din partea flotei bizantine în cadrul preconizatului atac asupra Bari.
Atacul conjugat a fost proiectat pentru sfârșitul verii anului 869, iar Ludovic a rămas la Benevento. Flota bizantină (de 400 de vase, dacă este să dăm crezare precizării din Annales Bertiniani) a sosit sub comanda lui Nicetas, cu așteptarea ca Ludovic al II-lea să ofere în scurtă vreme mâna fiicei sale. Împăratul carolingian a refuzat să se execute, nu se știe din ce motiv, însă se poate presupune că din cauză că Nicetas ar fi refuzat să îi recunoască titlul imperial, dat fiind că mai târziu Ludovic se va referi într-o scrisoare la "comportamentul insultător" al comandantului bizantin. La fel de posibil este însă ca flota bizantină să fi ajuns prea târziu, către toamnă.
În 870, musulmanii din Bari și-au mărit consistența raidurilor asupra posesiunilor creștine din Italia, ajungând chiar până la a jefui peninsula Gargano, inclusiv sanctuaul de la Sant'Angelo. Împăratul Ludovic a organizat riposta, avansând cu trupele adânc în Apulia și Calabria, însă evitând să intre în principalele centre populate ca Bari sau Taranto. Se pare că, totuși, câteva orașe s-au eliberat de sub controlul sarazinilor și că diferite cete de musulmani întâlnite au fost complet distruse. Încurajat probabil de aceste succese, împăratul a atacat Bari cu o forță terestră de franci și longobarzi și cu o flotă de croați (Sclavini). În februarie 871, citadela a capitulat, iar Sawdan a fost capturat și dus în lanțuri la Benevento. Consemnarea din De Administrando Imperio a lui Constantin al VII-lea Porfirogenetul potrivit căreia bizantinii ar fi jucat un rol major în cucerirea orașului Bari este probabil o născocire.